# Szászvolkány község
Szászvolkány község (románul: Comuna Vulcan) község Brassó megyében, Romániában. Központja Szászvolkány, hozzá tartozik Konkordiabányatelep.

## Népessége
A 2011-es népszámlálás adatai alapján a község népessége 4567 fő volt.

## Története
2004-ben kivált belőle Holbák és önálló községgé alakult.